# Torneig d'escacs AVRO de 1938
El torneig AVRO va ser un torneig d'escacs disputat als Països Baixos el 1938, patrocinat per la companyia radiofònica pública neerlandesa AVRO (Algemeene Vereeniging Radio Omroep). La intenció inicial dels neerlandesos era que del torneig en sortís el rival que disputés el títol mundial al campió regnant Aleksandr Alekhin, un matx que la companyia desitjava patrocinar. És considerat un dels torneigs més forts de la història dels escacs.
Hi van participar vuit dels millors jugadors del moment: el llavors campió mundial Aleksandr Alekhin, els excampions José Raúl Capablanca i Max Euwe, i els potencials reptadors Mikhaïl Botvínnik, Paul Keres, Reuben Fine, Samuel Reshevsky i Salo Flohr. Els dos participants més joves, Kéres (nascut el 1916) i Fine (nascut el 1914) van ocupar les dues primeres posicions amb 8,5 punts de 14 possibles, tot i que la victòria fou per a Keres, que va derrotar Fine en el seu balanç particular (+1 = 1), per sistema de desempat.

## Antecedents
Abans de la mort d'Aleksandr Alekhin, i que la FIDE s'apropiés del títol de Campió del Món d'escacs, l'amo del títol era el seu posseïdor. Això donava peu a molts abusos, ja que sovint es negaven a posar-lo en joc davant jugadors que tinguessin massa possibilitats de guanyar. Així va succeir amb Emanuel Lasker i Siegbert Tarrasch i amb José Raúl Capablanca i Aleksandr Alekhin, tant d'aquell a aquest com d'aquest a aquell. D'altra banda, les condicions en què el títol es posava en joc eren lleonines, i sempre incloïen la revenja.
Molt abans que la FIDE prengués les regnes del títol hi havia una consciència generalitzada que calia acabar amb la tirania dels campions. Així, es va pensar a organitzar un torneig de gran nivell en el qual el guanyador adquiria el dret a reptar al campió del món. El primer intent va ser el torneig d'escacs de Nova York de 1927 que va donar dret a Alekhin a reptar a Capablanca. Però aquest torneig va quedar deslluït per l'absència de Lasker i Akiba Rubinstein, i després del triomf d'Alekhin l'experiència es va frustrar.
El torneig va ser organitzat amb l'esperança de trobar un reptador per Alekhin, encara que no es va tractar d'un torneig de Candidats oficial. No obstant això, quan la Federació Internacional d'Escacs, (després de la mort d'Alekhin el 1946), va organitzar el Campionat del món de 1948 va convidar els sis participants que encara estaven amb vida (Capablanca també havia mort). Flohr va ser reemplaçat per Vassili Smislov i Fine va decidir no anar-hi.

## Organització
La cerimònia d'obertura va tenir lloc el 4 de novembre de 1938. Les partides es van disputar entre el 6 i el 27 novembre de 1938 en nou ciutats diferents:
- Amsterdam: rondes 1, 7 i 14 (6, 15 i 27 de novembre)
- La Haia: rondes 2 i 12 (8 i 24 de novembre)
- Rotterdam: rondes 3 i 11 (10 i 22 de novembre)
- Groningen: ronda 4 (12 de novembre)
- Zwolle: ronda 5 (13 de novembre)
- Haarlem: ronda 6 (14 de novembre)
- Arnhem: ronda 9 (19 de novembre)
- Breda: ronda 10 (20 de novembre)
- Leiden: ronda 13 (25 de novembre).

Les partides ajornades tingueren lloc a Amsterdam.
Les rondes 4, 5, 6 i 7 van ser disputades tot canviant de ciutat cada vegada sense cap dia intermedi de descans, causant fatiga als participants de més edat (Capablanca i Alekhin)

## Quadre de resultats
| No. | Nom                  | Nacionalitat   | Keres | Fine | Bot. | Euwe | Resh. | Alek. | Cap. | Flohr | Total |
| --- | -------------------- | -------------- | ----- | ---- | ---- | ---- | ----- | ----- | ---- | ----- | ----- |
| 1   | Paul Keres           | Estònia        |       | 1=   | ==   | ==   | 1=    | ==    | 1=   | ==    | 8,5   |
| 2   | Reuben Fine          | Estats Units   | 0=    |      | 1=   | 10   | 10    | 11    | ==   | 1=    | 8,5   |
| 3   | Mikhaïl Botvínnik    | Unió Soviètica | ==    | 0=   |      | =0   | 1=    | 1=    | =1   | ==    | 7,5   |
| 4   | Max Euwe             | Països Baixos  | ==    | 01   | =1   |      | 0=    | 0=    | 01   | 1=    | 7,0   |
| 5   | Samuel Reshevsky     | Estats Units   | 0=    | 01   | 0=   | 1=   |       | ==    | ==   | 1=    | 7,0   |
| 6   | Aleksandr Alekhin    | França         | ==    | 00   | 0=   | 1=   | ==    |       | =1   | =1    | 7,0   |
| 7   | José Raúl Capablanca | Cuba           | 0=    | ==   | =0   | 10   | ==    | =0    |      | =1    | 6,0   |
| 8   | Salo Flohr           | Txecoslovàquia | ==    | 0=   | ==   | 0=   | 0=    | =0    | =0   |       | 4,5   |

Amb això tant Keres com Fine tenien dret a reptar Alekhin, però les reticències d'aquest i l'esclat de la Segona Guerra Mundial varen frustrar el projecte.